# Hypercalymnia metaxantha
Hypercalymnia metaxantha är en fjärilsart som beskrevs av George Francis Hampson 1910. Hypercalymnia metaxantha ingår i släktet Hypercalymnia och familjen nattflyn. Inga underarter finns listade i Catalogue of Life.